# Söravan (Norsjö socken, Västerbotten)
Söravan är en sjö i Norsjö kommun i Västerbotten och ingår i Umeälvens huvudavrinningsområde. Sjön har en area på 0,13 kvadratkilometer och ligger 266,1 meter över havet. Sjön avvattnas av vattendraget Åman.

## Delavrinningsområde
Söravan ingår i det delavrinningsområde (720417-165346) som SMHI kallar för Inloppet i Åmträsket. Medelhöjden är 291 meter över havet och ytan är 25,41 kvadratkilometer. Räknas de 12 avrinningsområdena uppströms in blir den ackumulerade arean 201,19 kvadratkilometer. Åman som avvattnar avrinningsområdet har biflödesordning 3, vilket innebär att vattnet flödar genom totalt 3 vattendrag innan det når havet efter 195 kilometer. Avrinningsområdet består mestadels av skog (92 procent). Avrinningsområdet har 0,61 kvadratkilometer vattenytor vilket ger det en sjöprocent på 2,4 procent.